# Massacre des Italiens d'Aigues-Mortes
Le massacre des Italiens d'Aigues-Mortes est une suite d'événements survenus les 16 et 17 août 1893, à Aigues-Mortes (Gard, France), au cours desquels des villageois et des ouvriers français tuent et blessent de nombreux travailleurs italiens des Salins du Midi. Le nombre des morts est alors estimé à 8 par la police française et à 150 par la presse italienne, et de nombreux Italiens sont victimes de lynchage, 
coups de bâton, noyade et coups de fusil.
Le procès qui s'ensuit et l'acquittement général par lequel il se conclut nourriront l'un des plus grands scandales judiciaires de l'époque.

## Contexte de la présence étrangère en France
La deuxième moitié du XIXe siècle, en France, est marquée par une forte progression de l'immigration, que ce soit des Belges dans le Nord ou des Italiens dans le Sud-Est. En réaction à cette situation nait au sein de la population un sentiment nationaliste, comme en témoigne l'apparition de ligues d'extrême droite dont la Ligue de la patrie française en 1898. 
Durant cette période, les antagonismes entre population locale et étrangère s'exacerbent, les immigrés étant alors parfois uniquement considérés comme des voleurs de travail ou des malfrats, comme en témoignent certains écrits.
L'apparition de surnoms à caractère péjoratif, comme « rital » pour les Italiens, montre l'évolution des mentalités. En corrélation avec cette montée de la méfiance et de la défiance envers les immigrés, des mesures sont mises en place par l'appareil étatique comme des quotas, ou l'obligation dès 1890 d'avoir une carte de séjour obligeant chaque étranger à se faire connaître auprès de la mairie du village où il réside, dans une logique de rationalisation et de régulation de l'immigration.
C'est donc dans ce contexte qu'éclate l'affaire d'Aigues-Mortes, alors que les relations entre nationaux et étrangers sont sensiblement tendues.

## Description des événements

### Contexte

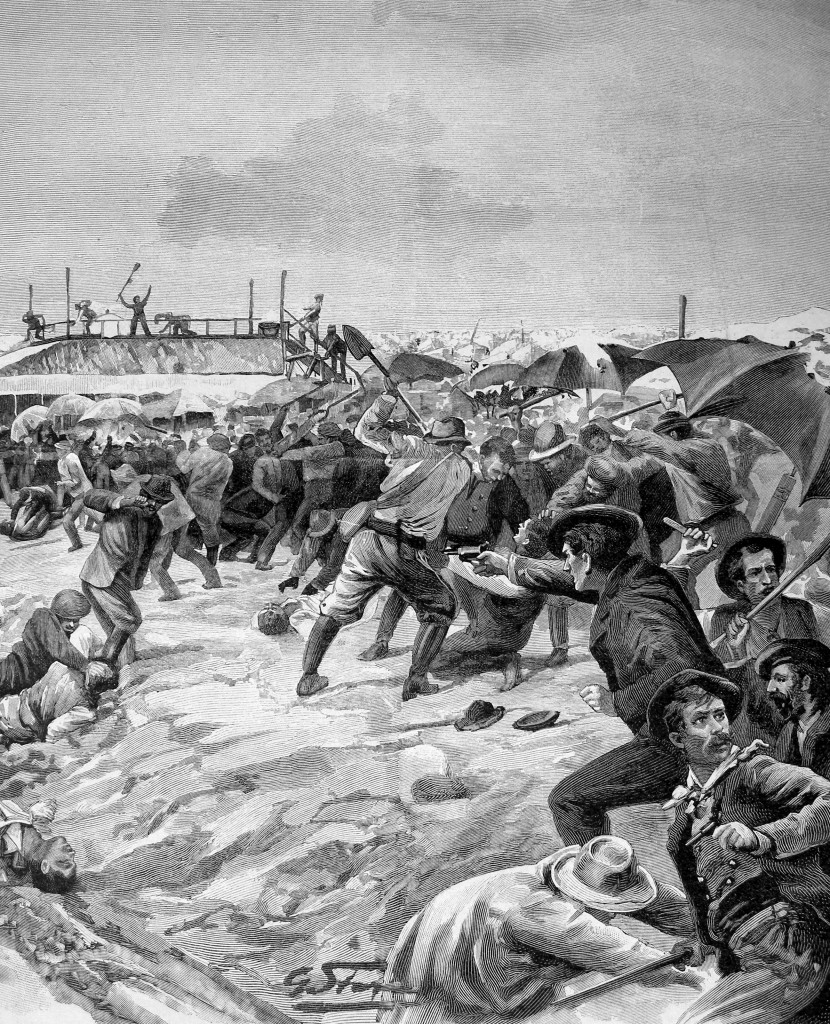
Attaque des ouvriers italiens par les saliniers d'Aigues-Mortes.

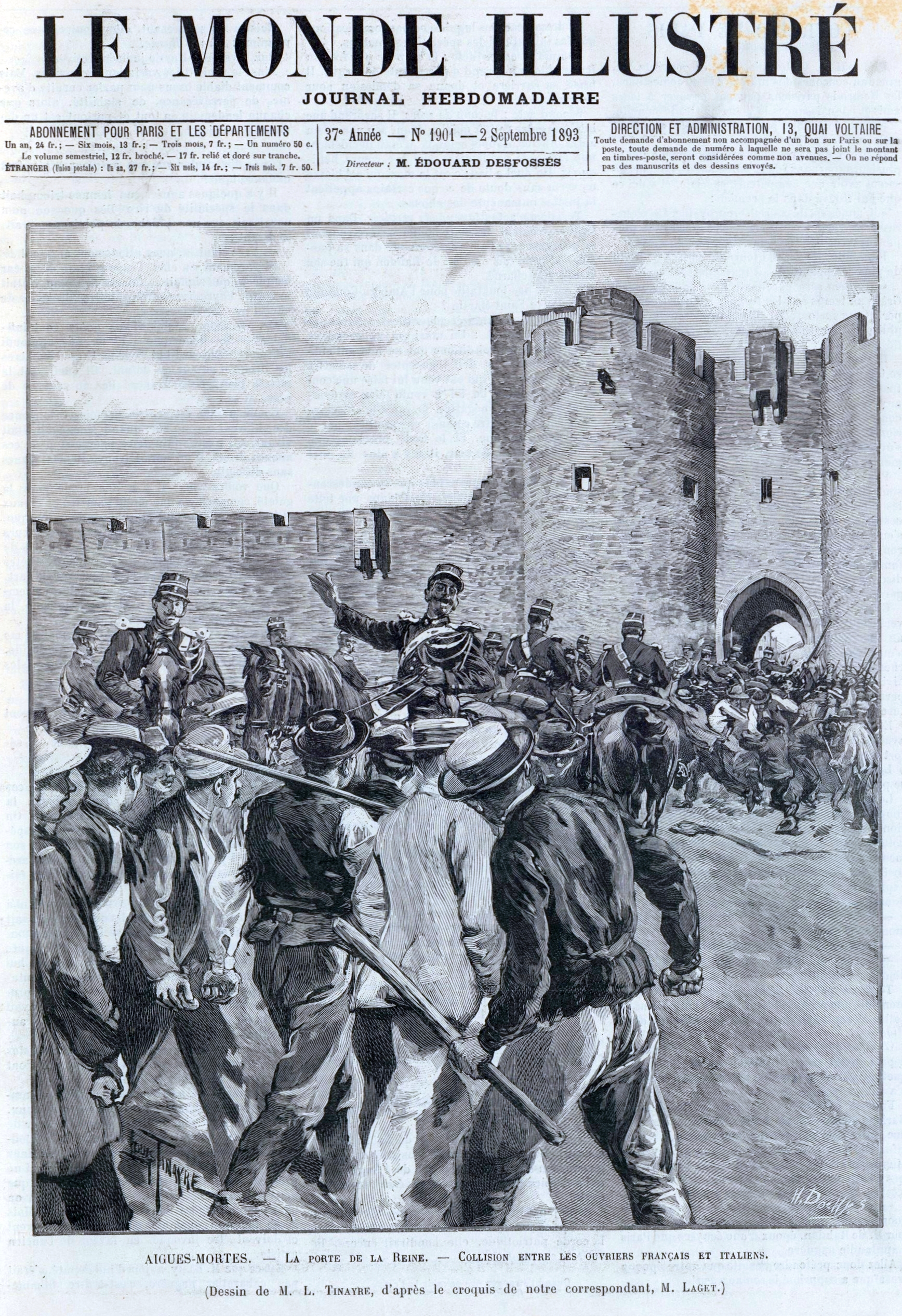
Arrivée de la troupe sur les lieux, à 18 heures, après le drame.

La Compagnie des Salins du Midi lance au cours de l'été 1893 le recrutement des ouvriers pour le battage et le levage du sel. L'embauche est en réduction en raison de la crise économique que connaît l'Europe alors que la perspective de trouver un emploi saisonnier a attiré, cette année-là, un plus grand nombre d'ouvriers. Ceux-ci se partagent en trois catégories surnommées :
- les « Ardéchois », paysans, pas forcément originaires d'Ardèche, qui laissent leur terre le temps de la saison ;
- les « Piémontais » composés d'Italiens originaires de tout le nord de l'Italie et recrutés sur place par des chefs d'équipe, les « chefs de colle » ;
- les « trimards » composés en partie de vagabonds[4].

En raison du recrutement opéré par la Compagnie des Salins du Midi, les chefs de colle sont contraints de composer des équipes comprenant des Français et des Italiens.  En effet, la Compagnie des Salins du Midi a recruté des saisonniers en plus. Cependant, dans ces équipes mixtes, les trimards ont de la peine a suivre le rythme des Piémontais, majoritaires. Ceci suscite des tensions, car les primes sont collectives et indexées sur le rendement.

### 16 août
Dès le début de la matinée du 16 août, une rixe éclate entre les deux communautés qui se transforme rapidement en lutte d'honneur. Ce sont alors les Italiens qui ont le dessus. Malgré l'intervention du juge de paix et des gendarmes, la situation va rapidement dégénérer. Certains trimards rejoignent Aigues-Mortes et y affirment que des Italiens ont tué des Aiguesmortais, ce qui fait grossir leurs rangs d'habitants et de personnes qui n'ont pas réussi à se faire embaucher.
Un groupe d'Italiens est alors attaqué et doit se réfugier dans une boulangerie que les émeutiers veulent incendier. Le préfet Gustave Le Mallier fait appel à la troupe vers 4 heures du matin, elle n'arrive sur les lieux qu'à 18 heures, après le drame.

### 17 août
Dès le début de la matinée, la situation s'envenime, les émeutiers se rendent dans les salins de Peccais où se trouve le plus grand nombre d'Italiens que le capitaine des gendarmes Cabley essaie de protéger en promettant aux émeutiers de les chasser une fois raccompagnés à la gare d'Aigues-Mortes. Le capitaine essaie alors de ramener les Italiens vers la ville. A 10h, un habitant sonne le tambour au cri de « La chasse à l'ours est ouverte ». Ceci incite un certain nombre d'habitants à s'armer et à former un cortège. Celui-ci part à la rencontre des Italiens accompagnés par le capitaine et suivis par les trimards. La rencontre fut violente et deux Italiens moururent dans cette rixe, les premières victimes du massacre. Pendant la journée, une traque aux Italiens se poursuit dans la ville. C'est dans ce cadre que mourront plusieurs autres personnes. Le maire, pour tenter de contenir les débordements fait afficher deux avis assez ambiguës qui semblent féliciter les émeutiers et appellent au calme. Un régiment d'infanterie gagne la ville à 18h et finit de rétablir l'ordre. Deux heures plus tard, les Italiens survivants sont amenés à la gare pour prendre le train vers Nîmes et Marseille. Cette soirée ne permet pas de clore les violences qui se poursuivent encore quelques jours. Plusieurs Italiens sont alors renvoyés, les employeurs voulant éviter des violences sur leurs lieux de travail.

## Morts
Selon les autorités françaises, il y eut officiellement 8 morts. On connaît l'identité de sept d'entre eux :
- Carlo Tasso, d'Alexandrie (province d'Alexandrie, Piémont) ;
- Vittorio Caffaro, de Pignerol (province de Turin, Piémont) ;
- Bartolomeo Calori, de Turin (province de Turin, Piémont) ;
- Giuseppe Merlo, de Centallo (province de Coni, Piémont) ;
- Lorenzo Rolando, d'Altare (province de Savone, Ligurie) ;
- Paolo Zanetti, de Nese (province de Bergame, Lombardie) ;
- Giovanni Bonetto.

On ne retrouva jamais le cadavre d'un neuvième Italien, Secondo Torchio. De même, à la suite de ces événements, 17 Italiens étaient trop gravement blessés pour pouvoir être évacués en train : l'un d'eux mourra du tétanos un mois plus tard.

## Conséquences géopolitiques
« Leurs témoignages [ceux des blessés], auxquels s'ajoutaient d'imprécises dépêches d'agences (on parla de centaines de morts, d'enfants empalés et portés en triomphe, etc.), contribuèrent à faire grossir la vague d'indignation qui, comme nous le verrons par la suite, était en train de se former en Italie. »

— Barnabà 1993, p. 82.
La presse italienne dramatise les évènements en accroissant le nombre de victimes ou accusant le directeur de l'hôpital de Marseille de ne pas avoir soigné les blessés italiens. Des émeutes ont alors lieu en Italie. Celles-ci sont ouvertement anti-Françaises et se font aux cris de « Vive Sedan ! », énoncent leur sympathie avec l'Allemagne, réclament l'expulsion de travailleurs français. Même le New York Times dénonce la France. Le consul italien à Marseille, Durando, affirme que le massacre d'Aigues-Mortes n'est pas une rixe, mais un assassinat, mettant directement en cause les autorités françaises. La révocation du maire est donc demandée pour apaiser l'opinion italienne : le ministre des Affaires étrangères le blâme publiquement - tout en soulignant que les Italiens sont les premiers agresseurs.

## Procès

### Rapports
Nadal, le procureur général, rédige un rapport qui insiste avant tout sur la concurrence entre les nationalités sur le marché du travail et sur la volonté de vengeance des Français après les violences du 16. Il accuse cependant l'armée qui serait donc arrivée trop tard. Un second rapport a été rédigé par Paillet qui insiste d'avantage sur la rixe du 16 août où 22 Français auraient été attaqués par près de 150 Italiens.

### Conduite du procès
Le procès fut difficile, car des témoins ont de la sympathie pour des coupables et retirent des témoignages portés contre certains habitants de la ville. En outre, il est instrumentalisé par des rivalités internes et privées, comme en témoignent les nombreuses lettres de dénonciation anonymes envoyés au tribunal. En outre, beaucoup de témoins, Italiens, ne parlent pas ou peu le Français. La responsabilité du massacre en incombe en effet à une foule anonyme, celle des trimards. Cependant, le gouvernement cherche à ce que le procès se déroule rapidement - pour éviter ses implications diplomatiques avec l'Italie - et que celui-ci en vienne à démontrer que ce sont les Italiens qui furent les premiers agresseurs.

### Acquittement
Sur les 39 individus qui furent arrêtés, 13 furent innocentés (dont 9 étaient Aiguesmortais). 18 personnes sont inculpées pour tentative de meurtre, dont un seul Aiguesmortais, Jean Rouet. 7 personnes sont accusées de complicité et une, Charles Brezun, pour avoir roulé le tambour, excitant la foule. Cependant, le 30 décembre 1893, les jurés de la cour d'assises d'Angoulême, sujets aux préjugés xénophobes, prononcent l'acquittement général. Alors que la culpabilité des seize inculpés français a été clairement établie par la justice, le jury populaire a en effet cédé aux pressions nationalistes. Un règlement diplomatique est trouvé et les parties sont indemnisées : les ouvriers italiens d'une part, l'État français de l'autre pour les émeutes devant le palais Farnèse (ambassade de France à Rome). Le maire d'Aigues-Mortes, le nationaliste Marius Terras, dut démissionner.

## Réactions

### Journaux
Le massacre d'Aigues-Mortes acquiert immédiatement une forte importance médiatique. Il est avant tout traité sous l'axe du fait-divers. C'est ainsi que le journal conservateur L’Éclair le présente avec les faits divers et met surtout en avant la situation d'insécurité. Le Petit Méridional utilise lui aussi l'argument de l'antagonisme des nationalités tout en disculpant la population locale. Il présente donc les violences comme le résultat de la colère de Français contre l'injustice de la Compagnie des Salins du Midi qui privilégie les étrangers à l'embauche. Les meurtres sont donc massivement justifiés, d'ailleurs les termes de « rixe » et de « bagarre » sont partout privilégiés à ceux de « massacre » et de « crime ». C'est ainsi le point de vue nationaliste qui domine la presse française depuis Le Temps jusqu'aux journaux régionaux.

### Partis politiques
Les socialistes utilisent les évènements d'Aigues-Mortes pour justifier une des mesures qu'ils réclamaient, le salaire minimum pour tous les travailleurs indépendamment de leur nationalité, afin que les étrangers ne puissent plus faire de concurrence déloyale aux ouvriers français. Drumont, à l'inverse, voit pour solution l'expulsion des étrangers dans La Libre Parole, son journal antisémite et xénophobe.

## Explications

### L'anomie
L'anomie est un sociologie forgé par Durkheim et caractérisant un état dans lequel des personnes n'ont plus aucun lien social. Cette absence leur permet de laisser libre cours à une violence terrible dans la mesure où ils sont moins retenus par des garde-fous sociaux. Cet isolement social est caractéristique de la situation des trimards et le massacre peut être analysé, comme le propose l'histoire Gérard Noiriel, comme un « drame de l'anomie ». Ce sont en effet les trimards qui furent les principaux acteurs de ce massacre. Si le rôle des Aiguesmortais ne doit pas être oublié, Gérard Noiriel le nuance en soulignant qu'ils eurent surtout pour fonction de légitimer le mouvement (cris de soutien depuis les balcons, affiche du maire, passivité face aux violences, etc.).

### Le fait national
La fin du XIXe siècle est caractérisée par l'émergence du concept de Nation. Celui-ci se construit dans l'imaginaire national par plusieurs biais. Le premier d'entre eux est l'école républicaine. Il faut aussi évoquer le développement de la presse et son orientation vers le fait-divers. Ces derniers tendent à construire des groupes homogènes et fortement typés (l'Allemand, l'Italien, le vagabond, le policier, etc.) qui imprègnent les imaginaires. De ce fait se construit une idée du phénomène national en tant qu'il est opposé aux autre nations et l'idée que chaque citoyen appartient à un ensemble plus grand, la France.
Le développement d'une conscience du fait national permet d'expliquer ces violences dans la mesure où elles se construisent sur un certain imaginaire, celui de l'Italien, en tant qu'il est opposé au Français. Les trimards ont réutilisé cet opposition pour se faire valoir comme Français et dépasser ainsi leur exclusion sociale. De plus, la qualité de Français était la seule que l’État français reconnaissait aux trimards, ceci explique aussi l'usage d'une rhétorique xénophobes : pour faire valoir leurs droits, les trimards ont repris les arguments rhétoriques valorisés par l’État français - la nationalité. L'opposition entre Français et Italiens est donc une opposition créée ad hoc par les trimards eux-mêmes pour faire valoir des revendications économiques. Ainsi, ceux-ci se défendent notamment en évoquant la loi du 8 août 1893, dite de protection du travail national.

### Le thème de l'immigration
Le thème de l'immigration a connu une importance croissante dans le débat publique français de la fin du XIXe siècle. Plusieurs facteurs ont joué pour cela. Le premier est l'accroissement des violences et des rixes xénophobes dont la première et la plus importantes, les Vêpres Marseillaises, a véritablement créé l'immigration comme thème journalistique. De plus, le gouvernement multiplie le nombre de lois visant les étrangers, notamment la loi du 26 juin 1889 sur la nationalité, mais aussi le décret du 2 octobre 1888 sur l'enregistrement des travailleurs immigrés en mairie, complété au début des années 1890 et rendu payant. Enfin, il faut évoquer l'importance des élections législatives de 1893 qui firent de l'immigration un sujet politique. Maurice Barrès notamment oriente sa campagne sur ce thème.

### La figure de l'étranger
Les violences du massacre d'Aigues-Mortes furent surtout conduites contre des étrangers de passage, des Italiens venus spécifiquement pour être embauché une saison par la Compagnie des Salins du Midi. Les Italiens présents dans la ville et l'habitant à l'année ne furent pas inquiété et furent même l'objet de soutiens locaux de la part des habitants. Ceci explique que, par exemple, par le passé une pétition ait été signé par des notables locaux, notamment le maire et le curé, contre l'expulsion d'un Italien de la ville. C'est ainsi qu'il faut bien distinguer entre les Italiens de passage et ceux habitant la ville. L'étranger se définit donc aussi localement, non pas seulement comme celui qui n'est pas Français, mais aussi et surtout comme celui qui n'est pas du village. Cette deuxième définition tend néanmoins à perdre de son importance avec la prise en importance du concept de Nation.